# Michał Krokosz
Michał Krokosz (ur. 19 kwietnia 1987 w Krynicy-Zdroju) – polski hokeista. Trener hokejowy.
Absolwent Zespołu Szkół Nr 37 im. Agnieszki Osieckiej w Warszawie.

## Kariera klubowa
- KTH Krynica (wychowanek, 2002–2003)
- HC Hawierzów (2003–2004)
- SK Karviná (2004)
- HC Orlová (2004–2005)
- Legia Warszawa (2005–2007)
- Polonia Bytom (2007–2009)
- GKS Tychy (2009–2010)
- Naprzód Janów (2010)
- HC GKS Katowice (2010–2015)
- Naprzód Janów (2015)[2][3]
- Sigma Katowice (2017-2018)
- Naprzód Janów (2018-)

W sezonie 2015/2016 trener juniorskiego zespołu Naprzodu Janów w Centralnej Lidze Juniorów.

## Sukcesy
- Złoty medal I ligi: 2019 z Naprzodem Janów